# فینال جام جهانی فوتبال ۱۹۹۸
فینال جام جهانی فوتبال ۱۹۹۸، رقابت پایانی جام جهانی فوتبال ۱۹۹۸ است که مابین تیم ملی فوتبال فرانسه و تیم ملی فوتبال برزیل در استادیوم  استاد دو فرانس، سن-دنی برگزار شده‌است.
این مسابقه که در تاریخ ۱۲ ژوئیه ۱۹۹۸ انجام شده‌است با نتیجه ۳ بر ۰ به سود تیم ملی فوتبال فرانسه به پایان رسید.